# Klosterneuburg
Klosterneuburg è una città austriaca di 27 368 abitanti nel distretto di Tulln, in Bassa Austria, del quale è il comune più popoloso. Ha lo status di città, con sigla automobilistica distinta da quella degli altri comuni del distretto a partire dal 1º aprile 2020.

## Geografia fisica
Il comune si trova alla periferia nord-ovest di Vienna, con la quale è collegatata anche tramite la S-Bahn, nell'ambito del sistema ferroviario metropolitano viennese.

## Geografia antropica

### Suddivisioni amministrative
La città è suddivisa nei seguenti comuni catastali, che corrispondono grossomodo a delle frazioni: Höflein an der Donau, Kierling, Klosterneuburg, Kritzendorf, Maria Gugging, Weidling, Weidlingbach.

## Storia
Fu insediamento militare romano di un'unità ausiliaria (a partire dalla fine del I secolo sotto la dinastia dei Flavi). Qui stazionarono la cohors I Montanorum, poi, sotto Traiano la II Batavorum milliaria pia fidelis e la I Aelia sagittariorum milliaria equitata (da Adriano al III secolo). Alcuni storici moderni ritengono che questo sito corrisponda alla località romana di "Cannabiaca" o "Arrianis". È sede di un'importante abbazia medievale dei Canonici Regolari della Congregazione Lateranense Austriaca.
Nel 1924 vi morì Franz Kafka, in un sanatorio del sobborgo di Kierling. Tra il 1938 e il 1954 Klosterneuburg era accorpata alla città di Vienna; il 15 ottobre 1938 ha inglobato i comuni soppressi di Gugging, Höflein an der Donau, Kierling, Kritzendorf, Weidling e Weidlingbach.

## Sport
In città ha sede la squadra di pallacanestro Basketballklub Klosterneuburg vincitrice di alcuni titoli nazionali.